# Aumar
Aumar est une société d'autoroutes espagnole fondée en 1971, sous le nom de Autopistas del Mare Nostrum SACE.
Elle était concessionnaire de l'autoroute AP-4 entre Dos Hermanas et Puerto Real jusqu'en 2019 et de l'autoroute AP-7 entre la frontière française et El Campello jusqu'en 2021.